# Normas Nonnullas
Normas Nonnullas (in italiano "Alcune Norme") è una lettera apostolica di papa Benedetto XVI, pubblicata in forma di motu proprio il 22 febbraio 2013.

## Contenuti del documento
Il motu proprio contiene alcune regole da seguire durante la sede vacante per il conclave. 
Il documento modifica alcune norme della costituzione apostolica Universi Dominici Gregis, promulgata da papa Giovanni Paolo II il 22 febbraio 1996. Lo stesso papa Benedetto XVI nel 2007, con il motu proprio De aliquibus mutationibus in normis de electione Romani Pontificis stabilì che per eleggere il papa è sempre necessaria la maggioranza dei due terzi dei cardinali votanti. 
Con questo motu proprio il pontefice, che sei giorni dopo rinunciò all'ufficio papale, stabilì che qualora tutti i cardinali elettori fossero presenti a Roma, il conclave potesse iniziare anche prima di 15 giorni dall'inizio della sede vacante, termine stabilito dalla Universi Dominici Gregis. 
Modificò inoltre il giuramento dei cardinali all'inizio del conclave ed altre norme a carattere cerimoniale. 
Entrò in vigore il 25 febbraio 2013 e fu applicato per la prima volta alcuni giorni dopo, permettendo l'inizio del conclave del 2013, il 12 marzo ovvero 12 giorni dopo il 28 febbraio, inizio della sede vacante.